# Evangelický kostel ve Skočově
Evangelicko-augsburský kostel sv. Trojice ve Skočově (pol. Kościół ewangelicko-augsburski Świętej Trójcy w Skoczowie) je evangelický farní kostel, který se nachází na ul. Z. Kossak-Szatkowské na Vilamovickém vrchu.
Kostel byl vystavěn v letech 1863–1865 podle návrhu vídeňského architekta Josefa Horkého stavitelem Emanuelem Rostem z Bělé.
Roku 1928 byly na věži instalovány hodiny. Na věži jsou zavěšeny tři zvony z roku 1960. Varhany do kostela zhotovil Antoni Sapalski z Krakova. Roku 1929 byly nahrazeny varhanami firmy Biernacki z Włocławka. Roku 1983 byl kostel renovován, přičemž došlo k výrazným zásahům v interiéru (zejména v oltářní části).
Na pravé straně oltáře se nachází poprsí Martina Luthera. Dva původní oltářní obrazy se nyní nacházejí v předsíni kostela.
Od roku 1969 je kostel památkově chráněn.
Roku 1995 kostel navštívil papež Jan Pavel II.